# Günz
Die Günz ist ein ab dem Zusammenfluss ihrer beiden Oberläufe etwa 55 Kilometer langer, rechter und südlicher Nebenfluss der Donau im oberschwäbischen Voralpenland in Bayern.

## Name
Der Name wird in der Antike schon im 2./3. Jahrhundert inschriftlich als Gontiae sacr(um) erwähnt und soll sich aus dem indogermanischen *gheu – "gießen" – im Sinne von "wasserreicher Fluss" – herleiten. Möglich wäre auch eine Herleitung über das urindogermanische Wort *ĝunH- für 'treibt zur Eile'.
Nach der Günz ist die Günz-Kaltzeit benannt, eine der alpinen Hauptvereisungsperioden.

## Verlauf
Die Günz entsteht bei Lauben im Landkreis Unterallgäu aus dem Zusammenfluss der Westlichen und der Östlichen Günz und fließt vorwiegend in Richtung Norden. Sie mündet bei Günzburg von rechts in die Donau.

### Westliche Günz
Die Westliche Günz ist 31,92 Kilometer lang und entspringt westlich von Obergünzburg in der Gemeinde Untrasried. Sie durchfließt Ottobeuren. In Westerheim unterquert sie die Bundesautobahn 96 und vereinigt sich dann bei Lauben mit der Östlichen Günz. Sie hat ein 201,5 km² großes Einzugsgebiet.
Zuflüsse der Westlichen Günz
- Brücklingsbach (links)
- Rohrwegbach (links)
- Moosmühlbach (rechts)
- Schweinwaldbach (links)
- Boschachbach (rechts)
- Geisbach (rechts)
- Schinderbächlein (links)
- Langer Bach (rechts)
- Schwelk (rechts, 22,0 km und 53,6 km²[1])
- Krebsbach (links)

### Östliche Günz
Die 38,67 Kilometer lange Östliche Günz entspringt in Günzach. Sie fließt in nördliche Richtung durch Obergünzburg, läuft dann parallel zur Staatsstraße 2012 nach Markt Rettenbach und unterquert bei Erkheim die Bundesautobahn 96. Bei Lauben fließt die Östliche mit der Westlichen Günz zusammen. Sie hat ein 113,5 km² großes Einzugsgebiet.
Zuflüsse der Östlichen Günz
- Tobelbach (links, manchmal als Oberlauf angesehen)
- Wifelsbach (links)
- Salabach (rechts)
- Litzenbachl (rechts)
- Bach aus dem Griesthal (links)
- Feuerbach (links)
- Stockerbächlein (rechts)
- Riedbach (rechts)

## Einzugsgebiet

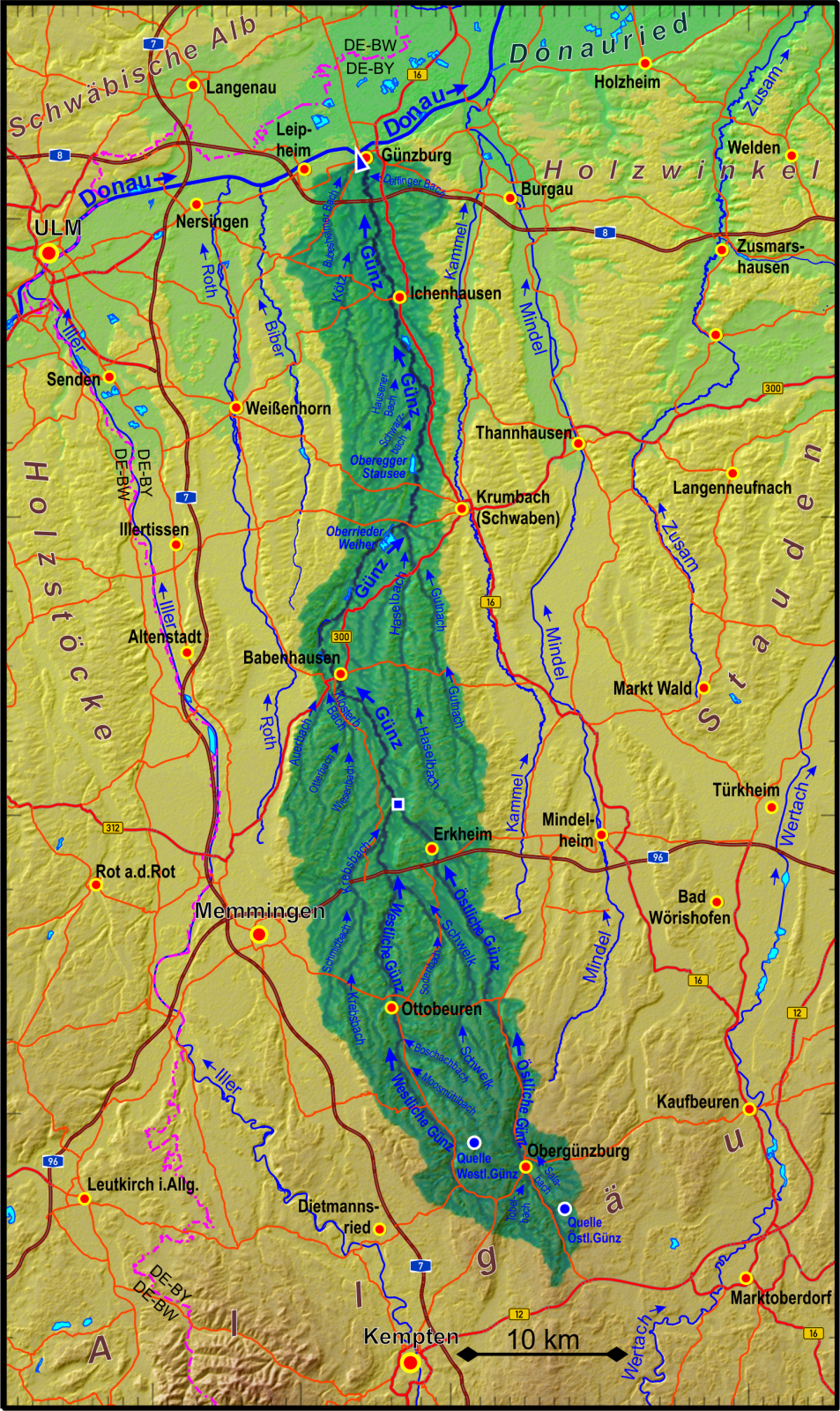
Einzugsgebiet der Günz

Das 714,4 Quadratkilometer große Einzugsgebiet der Günz erstreckt sich als schmaler, sechs bis zwölf Kilometer breiter Streifen von den Endmoränen des würmkaltzeitlichen Iller-Wertach-Lech-Gletschers entlang früherer glazialer Abflussrinnen nach Norden zur Donau.

## Zuflüsse der Günz
- Dornachgraben (links)
- Klosterbeurener Bach (links)
- Auerbach (links)
- Reutegraben (links)
- Tränkegraben (rechts)
- Alte Günz (rechts)
- Haselbach (rechts)
- Kleine Günz (rechts)
- Schildbach (links)
- Riedbrunnengraben (links)
- Schwarzbach (links)
- Hausener Bach (links)
- Ellerbach (links)
- Rohrbach (rechts)
- Schnierbach (rechts)
- Kötz (links)
- Winterbach (rechts)
- Winkelgraben (rechts)
- Deffinger Bach (rechts)
- Bubesheimer Bach (links)
- Riemgraben (rechts)

## Orte an der Günz

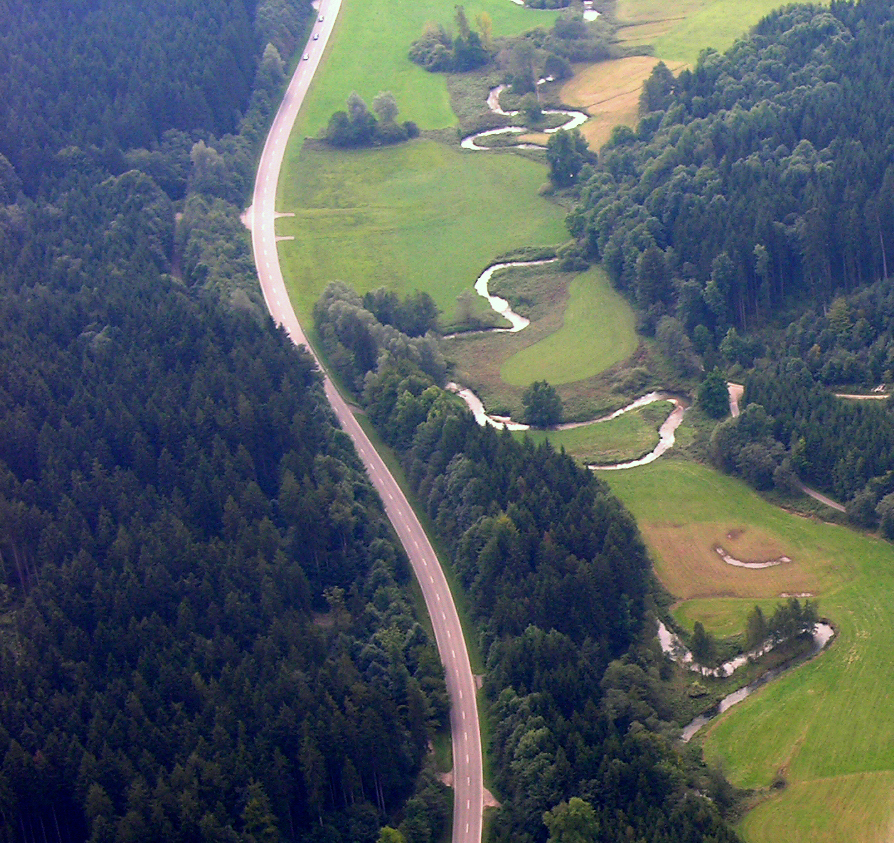
Das Tal der Östlichen Günz bei Ronsberg

| Östliche Günz: - Günzach - Obergünzburg - Ronsberg - Engetried - Markt Rettenbach - Gottenau - Sontheim - Schlegelsberg - Erkheim Westliche Günz: - Hopferbach - Ottobeuren - Westerheim - Günz | Günz: - Lauben - Egg an der Günz - Babenhausen - Kettershausen - Tafertshofen - Breitenthal - Deisenhausen - Wattenweiler - Ellzee - Ichenhausen - Kötz - Wasserburg an der Günz - Günzburg |

## Hochwasserschutz
Zum Schutz vor immer wieder vorkommenden Hochwasserlagen wurde ein überregionaler Schutz mit fünf Hochwasserrückhaltebecken projektiert. Sie bestehen im Wesentlichen aus geschütteten Erddämmen mit einer Höhe von sechs bis zehn Meter, welche das Tal bei Hochwasser gewissermaßen abriegeln. Das in den Damm eingebaute Betonbauwerk (so genanntes Durchlass- bzw. Drosselbauwerk) enthält den Grundablass sowie den Betriebsauslass in Form einer Ökoschlucht, um eine ökologische Durchgängigkeit für Gewässerlebewesen und Amphibien zu gewährleisten. Im Hochwasser- bzw. Einstauereignis erfolgt die Drosselung des Abflusses aus den Hochwasserrückhaltebecken durch ein Verschließen der Auslassöffnungen mit elektrisch gesteuerten Schiebern.
Die Umsetzung der Hochwasserrückhaltebecken (HRB) ist mit Stand 2024 wie folgt fortgeschritten:
- HRB Eldern bei Ottobeuren: Fertigstellung 2020
- HRB Engetried bei Markt Rettenbach: Fertigstellung 2024
- HRB Frechenrieden bei Markt Rettenbach: Aktuell im Bau
- HRB Sontheim: Aktuell in Planung, Bauzeit geplant von 2025 bis 2027
- HRB Westerheim: Planungsbeginn, Bauzeit geplant von 2027 bis 2029

Der Einzugsbereich der Günz war in den Landkreisen Unterallgäu und Günzburg besonders stark vom Hochwasserereignis Anfang Juni 2024 betroffen. Allein in Babenhausen mussten 500 Keller leergepumpt werden, davon über 30 mit Ölverunreinigungen.

## Ökologie
Die Fische der Günz sind teilweise mit perfluorierten Kohlenwasserstoffen (PFC) belastet und sollten deshalb nicht verzehrt werden.